# Општина Инђија
Општина Инђија налази се у Сремском округу, у јужном делу Војводине, 30 km југоисточно од Новог Сада и 40 km северозападно од Београда. Састоји се од 11 месних заједница, а седиште општине је град Инђија. Покрива подручје од 384 km². Према подацима са последњег пописа 2022. године у општини је живело 43.443 становника (према попису из 2011. било је 47.433 становника).

## Насељена места
Сем града Инђије, на територији општине се налазе следећа села:
- Бешка
- Јарковци
- Крчедин
- Љуково
- Марадик
- Нови Карловци
- Нови Сланкамен
- Сланкаменачки виногради
- Стари Сланкамен
- Чортановци.

## Етничка структура
| Етнички састав према попису из 2011.‍ | Етнички састав према попису из 2011.‍ | Етнички састав према попису из 2011.‍ | Етнички састав према попису из 2011.‍ | Етнички састав према попису из 2011.‍ |
| ------------------------------------ | ------------------------------------ | ------------------------------------ | ------------------------------------ | ------------------------------------ |
|                                      |                                      |                                      |                                      |                                      |
| Срби                                 | Срби                                 |                                      | 40.871                               | 86,17%                               |
| Хрвати                               | Хрвати                               |                                      | 1.569                                | 3,31%                                |
| Мађари                               | Мађари                               |                                      | 829                                  | 1,73%                                |
| Роми                                 | Роми                                 |                                      | 426                                  | 0,9%                                 |
| Украјинци                            | Украјинци                            |                                      | 391                                  | 0,82%                                |
| Словаци                              | Словаци                              |                                      | 380                                  | 0,8%                                 |
| остали                               | остали                               |                                      | 2.967                                | 6,27%                                |
| укупно: 47.433                       |                                      |                                      |                                      |                                      |

Сва насељена места у општини имају српско већинско становништво сем Сланкаменачких Винограда, који имају словачко.

## Привреда
Привредне гране које преовлађују у општини су пољопривреда и прехрамбена индустрија, као и трговина и грађевинарство. Током последњих година у месту Инђија, знатан је прилив страних улагања (инвестиција). 
Постоје богата налазишта подземних термалних и лековитих вода. Ту је и позната бања у Старом Сланкамену на обали Дунава. А постоје и изврсни услови за ловни и риболовни туризам.

## Туризам
Туристичка понуда општине Инђија је веома разноврсна. На територији Инђије постоје добри услови за лов на ситну дивљач. Приобаље Дунава и околне шуме су погодне за лов на дивље патке, дивље гуске, дивље свиње и срнећу дивљач, а брежуљкасти и равничарски терени су добри за лов на фазане и дивљег зеца. Дунав (Бешка, Крчедин, Стари Сланкамен) и језера код Марадика и Јарковаца пружају добре услове за риболов.

## Познате личности
- Ђорђе Натошевић
- Мирослав Радуљица
- Живан Љуковчан
- Стеван Дороњски